# Kao
Kao (antigament transcrit com Oghao) és una illa formada per un volcà que es troba a l'oest del grup Ha'apai, al regne de Tonga, a 5 km al nord-est de Tofua i a 160 km al nord de Tongatapu.
L'illa té una forma cònica simètrica que s'eleva des del mar amb un angle constant de 35º fins al cim de 1.046 m d'altitud. És el punt més alt de Tonga. En el petit cràter hi ha un llac d'aigua fresca. La superfície total és d'11,6 km².
Va ser descoberta, el 1774, pel capità James Cook. La darrera erupció confirmada va tenir lloc el 1874.